# Heimdal (cratera marciana)
Heimdal é uma cratera de impacto relativamente recente em Marte. Ela se localiza em Vastitas Borealis, a planície do polo norte. ela recebeu este nome de Heimdal, uma cidade na Noruega.
A cratera se situa a aproximadamente 20 km de distância do local de pouso do aterrissador Phoenix. Acredita-se que o local de pouso fora nivelado pelo ejecta escavado pelo impacto que criou Heimdal. A sonda foi fotografada durante o momento da aterrissagem pela Mars Reconnaissance Orbiter, descendo de paraquedas acima da cratera.